# Islam Belkhir
Mohamed Islam Belkhir (en arabe : محمد إسلام بلخير) est un footballeur algérien né le 16 mars 2001 à Oran en Algérie. Il évolue au poste d'ailier gauche au CR Belouizdad.

## Biographie

### Carrière en club
Islam Belkhir fait ses débuts professionnels avec le CR Belouizdad  le 22 janvier 2021 lors d'une victoire 2-1 contre le RC Relizane. Il inscrit son premier but en professionnel quatre jours plus tard le 25 janvier 2021 contre l'USM Bel Abbès lors d'une victoire 3-1.
Il remporte deux fois consécutivement le championnat d'Algérie. Le premier lors de la saison 2020-2021 et le second lors de la saison 2021-2022.

### Carrière en sélection
Le 29 août 2021, il honore sa première cap avec l'équipe nationale A' contre l'équipe du Burundi, lors de ce match il inscrira un but.
Lors de l'été 2022, Islam Belkhir participe au Tournoi de Toulon avec l'équipe d'Algérie olympique.

## Statistiques

### En club
| Saison                | Club                  | Championnat           | Championnat | Championnat | Championnat | Coupe(s) nationale(s) | Coupe(s) nationale(s) | Coupe(s) nationale(s) | Compétition(s) continentale(s) | Compétition(s) continentale(s) | Compétition(s) continentale(s) | Compétition(s) continentale(s) | Autres compétitions | Autres compétitions | Autres compétitions | Autres compétitions | Total | Total | Total |
| Saison                | Club                  | Division              | M.          | B.          | P.d.        | M.                    | B.                    | P.d.                  | Comp.                          | M.                             | B.                             | P.d.                           | Comp.               | M.                  | B.                  | P.d.                | M.    | B.    | P.d.  |
| 2020-2021             | CR Belouizdad         | Ligue 1               | 26          | 4           | 3           | -                     | -                     | -                     | C1                             | 5                              | 0                              | 0                              | -                   | -                   | -                   | -                   | 31    | 4     | 3     |
| 2021-2022             | CR Belouizdad         | Ligue 1               | 16          | 2           | 3           | -                     | -                     | -                     | C1                             | 9                              | 1                              | 1                              | -                   | -                   | -                   | -                   | 25    | 3     | 4     |
| 2022-2023             | CR Belouizdad         | Ligue 1               | 26          | 8           | 3           | 3                     | 0                     | 0                     | C1                             | 12                             | 2                              | 0                              | -                   | -                   | -                   | -                   | 41    | 10    | 3     |
| 2023-2024             | CR Belouizdad         | Ligue 1               | 22          | 2           | 1           | 5                     | 1                     | 1                     | C1                             | 6                              | 0                              | 1                              | UAFA                | 3                   | 1                   | 0                   | 36    | 4     | 3     |
| 2024-2025             | CR Belouizdad         | Ligue 1               | 7           | 0           | 3           | -                     | -                     | -                     | C1                             | 2                              | 0                              | 0                              | -                   | -                   | -                   | -                   | 9     | 0     | 3     |
| Total sur la carrière | Total sur la carrière | Total sur la carrière | 97          | 16          | 13          | 8                     | 1                     | 1                     | -                              | 34                             | 3                              | 2                              | -                   | 3                   | 1                   | 0                   | 142   | 21    | 16    |

## Palmarès

### En club
| CR Belouizdad - Championnat d'Algérie (2) - Champion en 2021 et 2022 |

### Distinction personnelle
- Élu meilleur joueur du match contre la Colombie lors du Tournoi Maurice-Ravello